# Nunatak Tent
Nunatak Tent är en nunatak i Antarktis. Den ligger i Västantarktis. Argentina, Chile och Storbritannien gör anspråk på området. Toppen på Nunatak Tent är 306 meter över havet.
Terrängen runt Nunatak Tent är varierad. Trakten är obefolkad. Det finns inga samhällen i närheten.